# MLS 리저브 리그
MLS 리저브 리그(MLS Reserve League)는 메이저 리그 사커의 2군 리그이다. 2014년 USL 프로와 제휴관계를 맺으면서 사라졌다.

## 마지막 시즌 참가 클럽
| 클럽명             |
| ------------------ |
| 시카고 파이어      |
| 시애틀 사운더스 FC |
| FC 댈러스          |
| 몬트리올 임팩트    |
| 콜로라도 래피즈    |
| 레알 솔트레이크    |
| 뉴욕 레드불스      |
| CD 치바스 USA      |

## 역대 시즌별 우승 구단
| 시즌      | 우승팀                      |
| --------- | --------------------------- |
| 2005      | D.C. 유나이티드             |
| 2006      | 콜로라도 래피즈             |
| 2007      | 콜로라도 래피즈             |
| 2008      | 휴스턴 다이너모             |
| 2009~2010 | 리그 미개최                 |
| 2011      | 콜럼버스 크루 SC            |
| 2012      | 콜럼버스 크루 SC            |
| 2013      | 챔피언십 경기가 열리지 않음 |
| 2014      | 시카고 파이어               |